# Musée national bavarois
Le Musée national bavarois (en allemand : Bayerisches Nationalmuseum) est un musée, fondé en 1855, situé sur la Prinzregentenstrasse à Munich en Bavière. Il abrite des salles d’exposition totalisant environ 13 000 mètres carrés sur trois étages.

## Histoire
La fondation du musée au milieu du XIXe siècle remonte à l’initiative personnelle du roi Maximilien II. En 1851, le roi avait visité la Grande Exposition Universelle de Londres et assisté aux débuts du South Kensington Museum. En 1853, le directeur des archives Karl Maria von Aretin, qui préparait une publication à grande échelle des monuments d’art de la dynastie bavaroise, soumit des plans pour la création d’un musée consacré aux Wittelsbach. Le monarque donna le nom définitif de « Musée national de Bavière » dans une lettre personnelle datée du 30 juin 1855. La raison de la nouvelle institution était probablement la fondation du musée national germanique de Nuremberg en 1852, à laquelle Maximilien voulait apparemment s’opposer avec son musée dynastique.
Le premier bâtiment du musée – aujourd’hui Musée des Cinq Continents – a été construit en 1859 dans une position bien en vue sur le Forum sur la Maximilianstrasse et a été inauguré en 1867. Devenu rapidement trop exigu de par l'accroissement des collections, le bâtiment devait être remplacé par un nouvel édifice, approuvé en 1892.

## Architecture

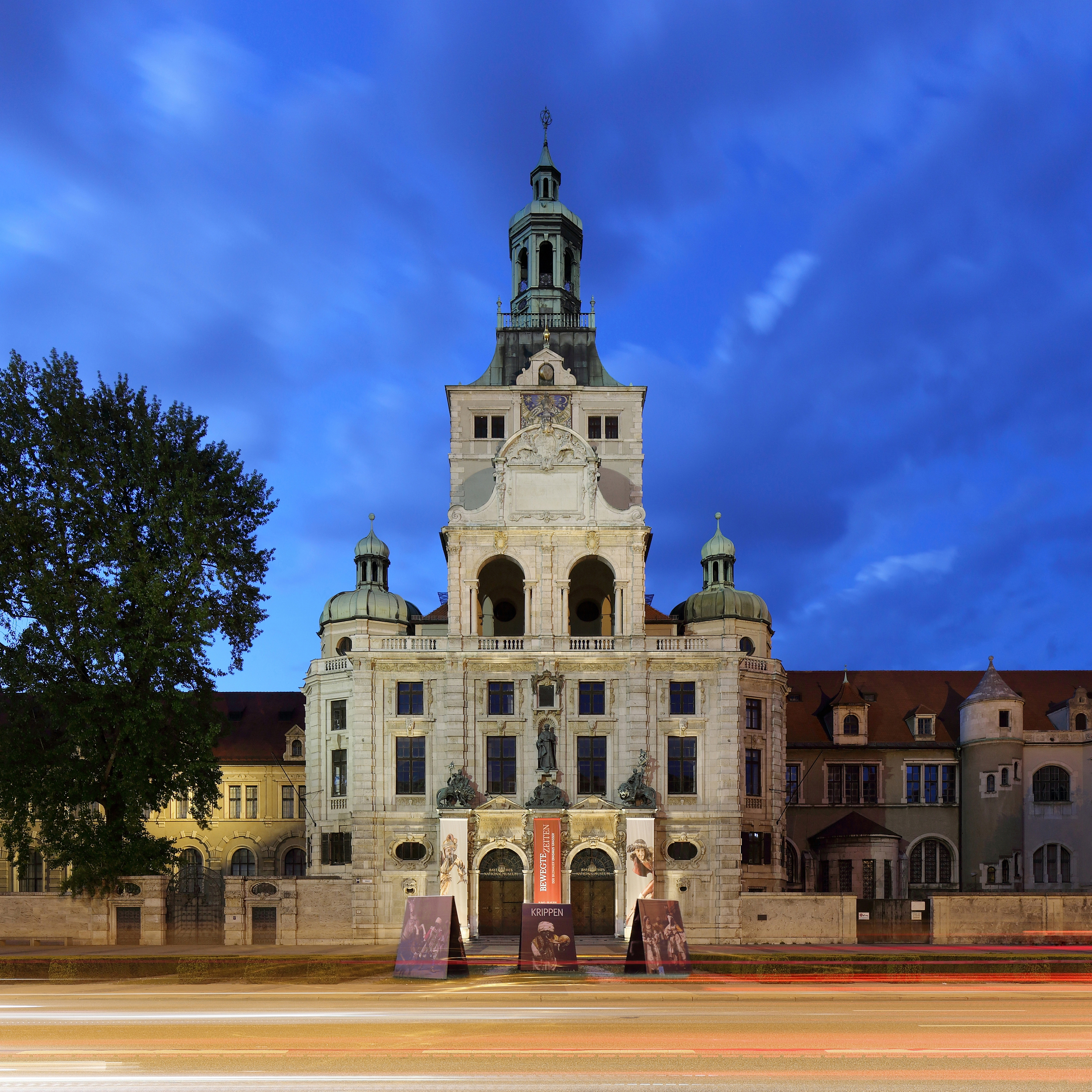
Le musée de face. Avril 2018.

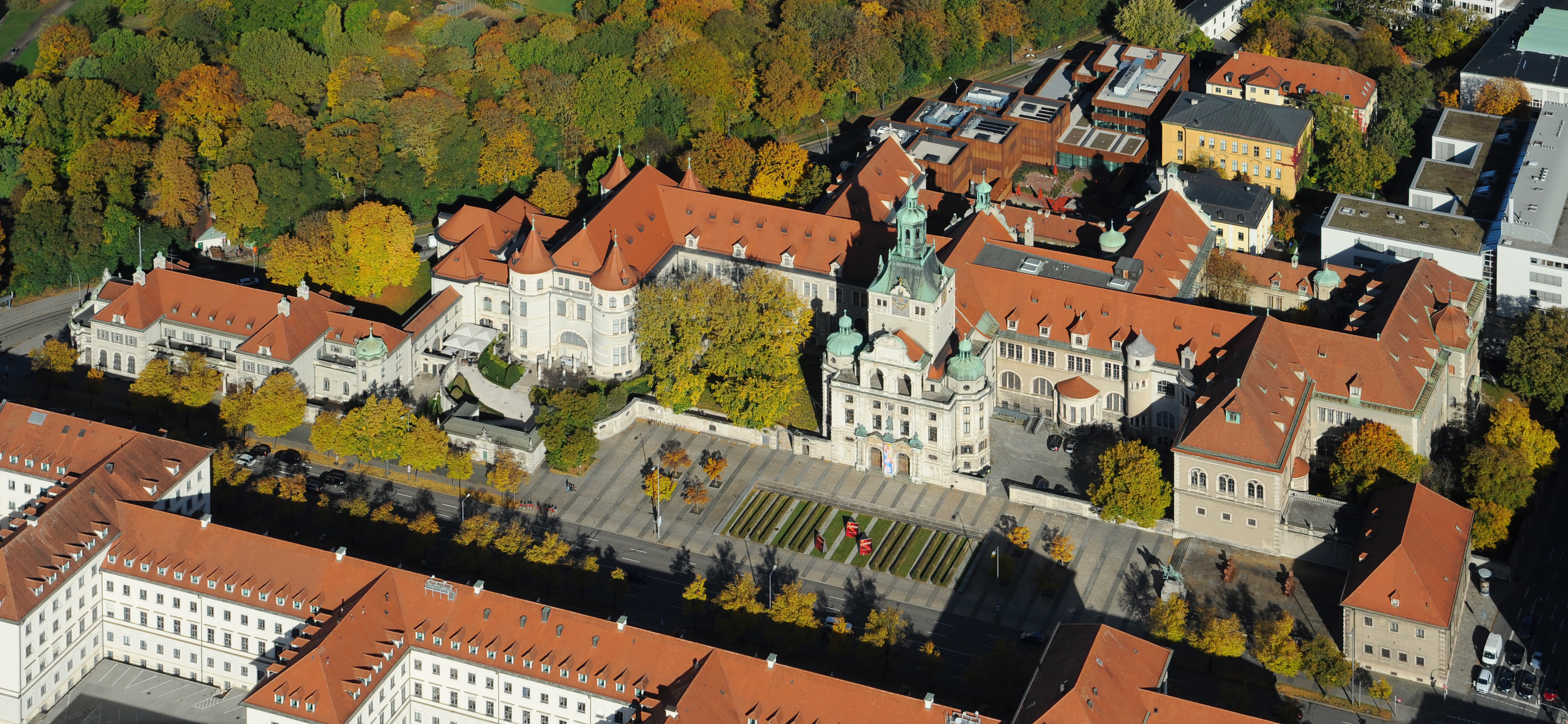
Vue aérienne du Musée national bavarois.

L'édifice qui abrite le musée a été construit selon un projet de Gabriel von Seidl entre 1894 et 1899. Il est de style éclectique, mélangeant les architectures de différentes époques. Le musée de Seidl est l’un des bâtiments muséaux les plus importants et les plus originaux de son époque. Le bâtiment devait être à la hauteur de la prétention de contenir les œuvres d’art et les styles les plus divers de plusieurs siècles. Pendant la Seconde Guerre mondiale, le bâtiment du musée a été gravement endommagé par les raids aériens et les salles ont brûlé à plusieurs reprises à cause des bombes incendiaires. Cependant, l’externalisation antérieure d’une grande partie de la collection et de la bibliothèque a permis d’éviter le pire. La rénovation complète du bâtiment s'est achevée en 1955, pour le centenaire du musée.

## Collections
Le musée s'est organisé autour de la collection de la famille régnante de Bavière, les Wittelsbach, donnée par Maximilien II en 1855. Aujourd’hui encore, le fonds est complété de manière continue et systématique, non seulement par des achats, mais aussi par d’importantes fondations ou legs. Les collections sont exposées sur trois étages. La collection de crèches de Noël, notamment napolitaines ou de l'Allemagne méridionale (Souabe, Bavière, etc.) de l'époque baroque, est particulièrement riche.
Les peintures, sculptures, objets d'art, porcelaines, etc. jusqu'au XVIIIe siècle, sont exposés au rez-de-chaussée, tandis que les œuvres et objets de l'époque Biedermeier sont au premier étage, ainsi que de remarquables porcelaines et instruments de musique.

## Galerie

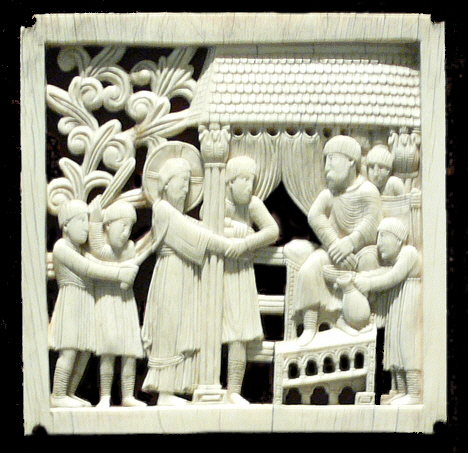
Flagellation du Christ devant Pilate, ivoire, don d'Othon le Grand à la cathédrale de Magdebourg (963-974).
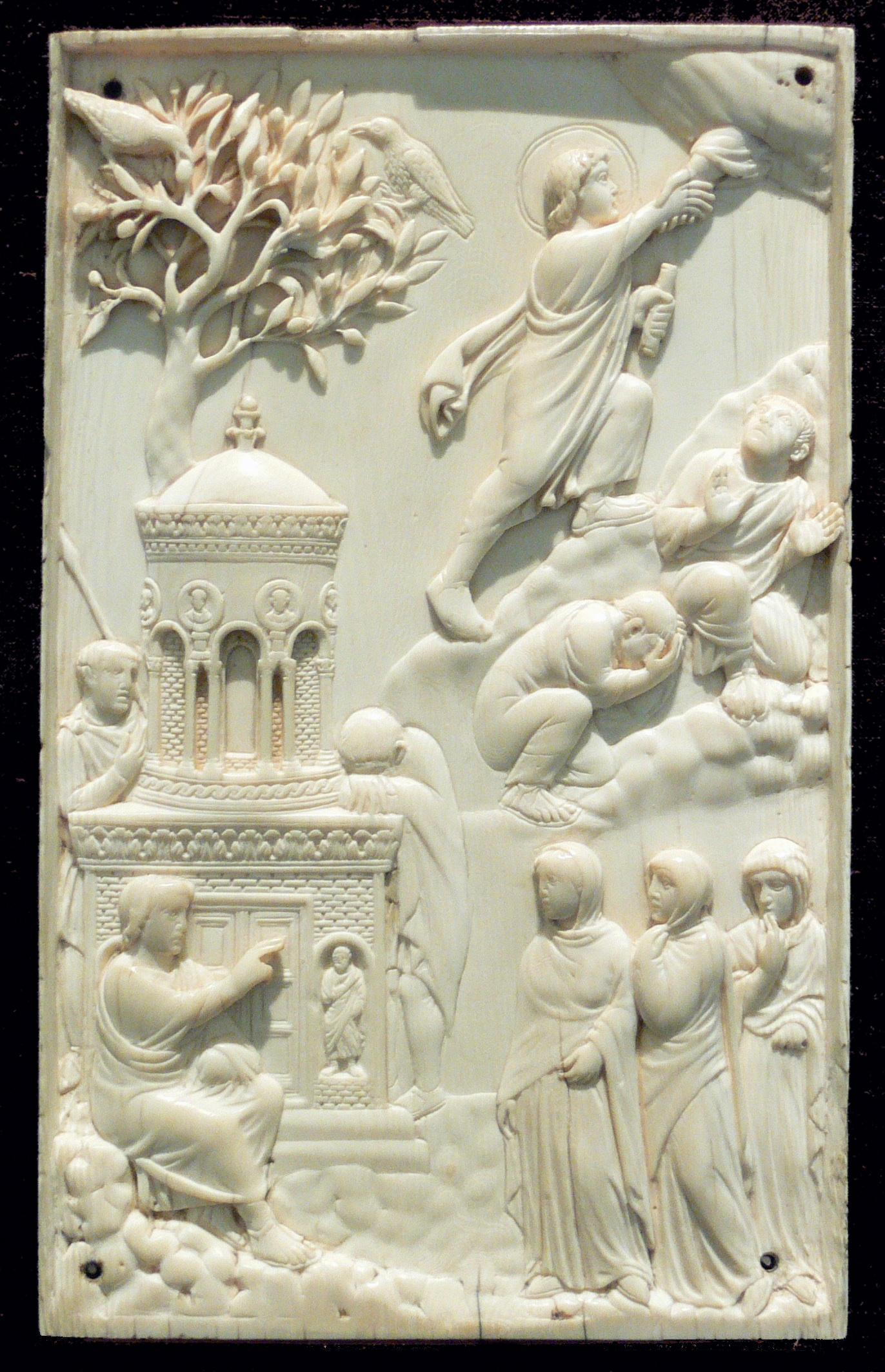
Ascension de Jésus, ivoire de l'an 400, ancienne collection Reider.